# 広島県立御調高等学校
広島県立御調高等学校（ひろしまけんりつ みつぎこうとうがっこう）は、広島県尾道市御調町神にある公立の高等学校。連携型中高一貫教育を実施している。

## 概要
1922年に広島県御調郡立御調農学校として設立。全日制で普通科設置。

## 沿革
- 1922年 - 広島県御調郡立御調農学校として設立される
- 1955年 - 広島県御調高等学校と校名を変更
- 1962年 - 農業科の募集停止する
- 1968年 - 広島県立御調高等学校と校名変更
- 1989年 - 家政科募集停止
- 2001年 - 尾道市立御調中学校と連携し、広島県ではじめての連携型中高一貫教育校となる。

## 著名な出身者
- 池野隆光（実業家） - ウエルシアホールディングス代表取締役会長、日本チェーンドラッグストア協会会長
- 西屋太志（アニメーター、キャラクターデザイナー） - 京都アニメーション